# قائمة قلاع روسيا

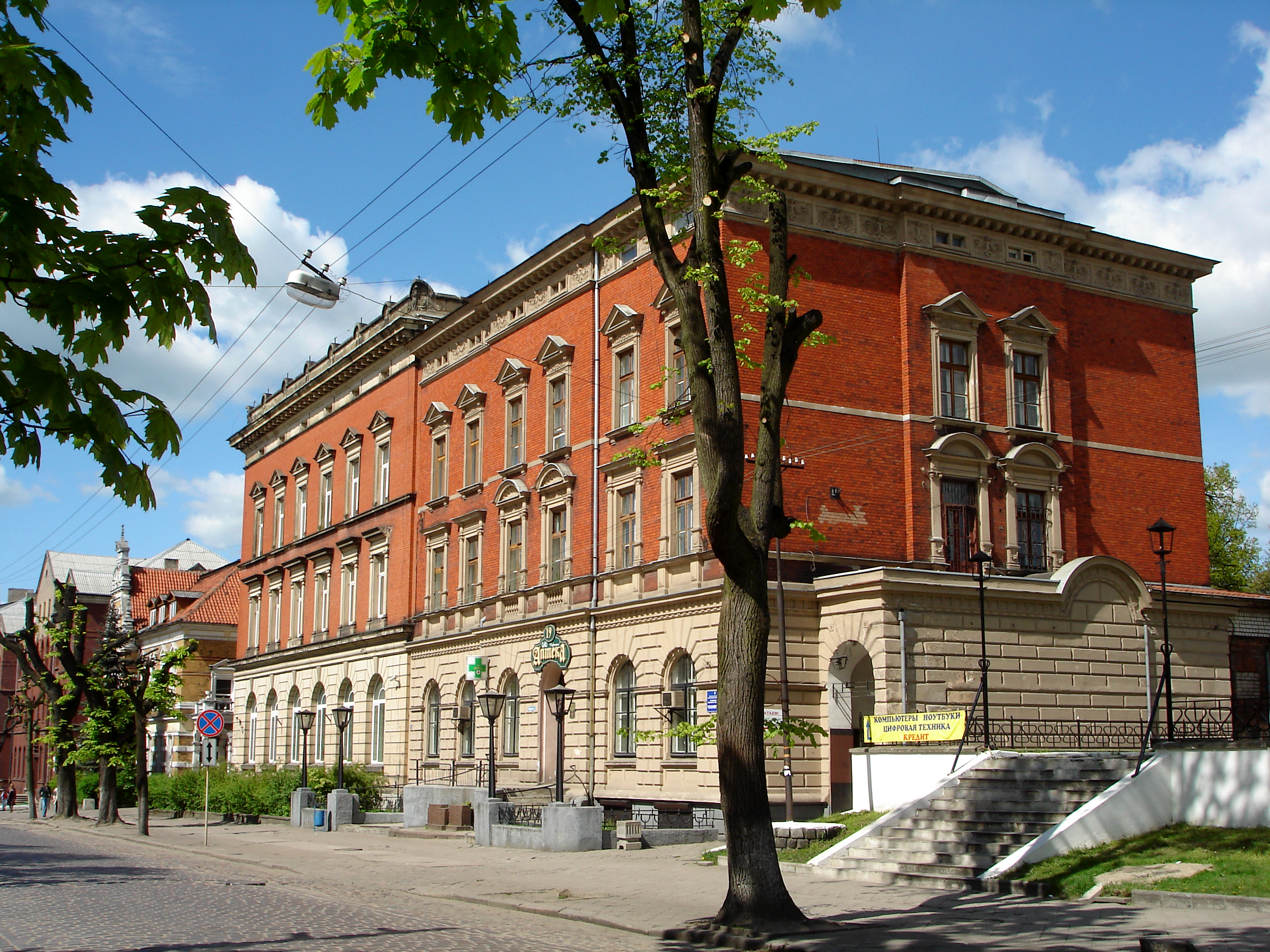
تشيرنياخوفسك

القَلْعَة هو حصن منيع يشيَّد في موقع يصعب الوصول إليه، وغالبًا ما يكون على قمة جبل أو مشرفًا على بحر، وقد وجد بعضها مشيداً على أرض منبسطة.

## قائمة قلاع روسيا
تحتوي هذه القائمة على أسماء القلاع في روسيا.
- باغراشينوفسك
- بوليسك

- تشيرنياخوفسك

- سجن بيتالك
- سوفتسك (كالينينغراد أوبلاست)

- شليسلبورغ

- غفارديسك

- فيبورغ

- كرملين

- نمان